# Џеф Дејвис (сценариста)
Џеф Дејвис (енгл. Jeff Davis; Милфорд, 13. јун 1975) амерички је сценариста и телевизијски продуцент. Аутор је серија Злочиначки умови и Млади вукодлак.

## Детињство, младост и образовање
Рођен је у Милфорду. Дипломирао је филм на Васарском колеџу, а затим магистрирао сценарио на Универзитету Јужне Калифорније. Радио је као читач сценарија, помоћник уредника, писац приручника за рачунарски софтвер и специјалиста за рачунарску подршку у Лос Анђелесу, док се борио да прода свој рад.

## Приватни живот
Отворено се изјашњава као геј. Велики је обожавалац Бетмена, а неколико ликова серије Млади вукодлак носе имена по ликовима који се појављаују у стриповима о Бетмену.